# Hovdagöl
Hovdagöl är en sjö i Hylte kommun i Småland och ingår i Lagans huvudavrinningsområde.